# 臺灣天文觀測
| \| 本條目屬於 臺灣系列 \| |
| 前往臺灣主題頁 |
| 臺灣概況 - 經濟 • 政治 • 法律 • 人權 • 能源 • 交通 行政區劃 • 城市 • 政府 • 政黨 • 選舉 • 總統 • 外交 軍事 • 族群 • 人口 • 公民 • 原住民族 • LGBT權益 臺海現狀 • 臺灣問題 |
| 臺灣文化 （總覽） - 文學 • 料理 • 茶藝 • 小吃 • 夜市 • 郵票 建築 • 語言 • 宗教 • 葬禮 • 古蹟 • 遺址 • 國寶 民俗文物 • 節日 • 教育 • 體育 • 媒體 • 眷村 文化活動 • 觀光 • 購物中心 • 百貨公司 世界遺產潛力點 • 歷史建築百景 • 流行文化                                                    |
| 臺灣藝術 （總覽） - 音樂 • 漫畫 • 動畫 • 電影 • 攝影 • 舞蹈 戲劇 • 臺劇 |
| 臺灣地理 （總覽） - 天文 • 氣候 • 地質 • 地震 • 斷層 • 火山 • 生態 濕地 • 山峰 • 山脈 • 湖泊 • 水庫 • 河流 • 溫泉 島嶼 • 海岸 • 特殊生物 • 保育生物 • 生態環境 自然保護區 • 國家公園 • 森林遊樂區 縣市級風景特定區 • 直轄市級風景特定區 國家級風景特定區                                 |
| 臺灣歷史 （詳細） - 史前時期(-1624)↓理蕃政策(1933) 原住民聯盟與政權↓奧蘭治城包圍戰(1662)↓澎湖海戰(1683)↓馬關條約(1895)↓日本投降(1945) 荷屬福爾摩沙/西屬艾爾摩莎 鄭氏政權清治時期 日治時期 戰後時期 │1624│1649│1674│1699│1724│1749│1774│1799│1824│1849│1874│1899│1924│1949│1974│1999│2024 |
| 閱 • 論 • 编 |
| 本條目屬於 臺灣系列 |

台灣天文觀測的研究發展，官方現以中央研究院天文及天文物理研究所和中華民國天文學會為主，另外部份大學均有天文研究單位或觀測所。例如國立中央大學天文研究所及鹿林天文台、台灣大學的天文物理研究所及鳳凰山天文台等、清華大學的天文研究所及天文台，台北市亦有台北市立天文科學教育館，台南市的南瀛天文教育園區。私人亦有文山天文台與墾丁水星天文台。在實務上也已經發現多顆超新星與百餘顆小行星，在2006年則陸續命名小行星鹿林星、嘉義星（鹿林天文台發現）等。另外台灣學者亦有派代表參加世界性天文界的會議如國際天文聯會。

## 歷史

### 日治
台灣天文的近代研究可追溯自台灣日治時期。除了臺灣總督府氣象局的台北觀測所與1936年建立的台北公會堂天文台（即後來遷移至圓山、再遷建士林的台北市立天文科學教育館）等重要機構外，業餘的天體觀測同好會亦於1930年代左右成立，蔡章獻便加入。

### 戰後

#### 戒嚴
1959年，蔡章獻參加圓山天文台的設計與建造，並於1969年升任為圓山天文台臺長。

#### 千禧
1997年，臺北市立天文科學教育館正式全面開放，前身為圓山天文台。

## 機構與刊物

### 台北市立天文科學教育館
在台北市士林區的台北市立天文科學教育館是台灣唯一較大型的天文科學推廣機構，除推廣天文活動與觀星、太陽或特殊天象外，並出版《天文年鑑》、曆象表、天文快報（館內人員翻譯最新之天文資訊、已被該館網頁之天文速報取代）、《臺北星空》 （页面存档备份，存于）等科普刊物；專業的刊物則有《太陽黑子年報》與《天文學報》。

### 台南市南瀛天文館
南瀛天文教育園區是由前台南縣政府於大內區（原大內鄉）所設立的天文教育館，工程總經費約新台幣6億元整，建設共分五期：
1. 天文觀測區建築工程：天文觀測館、入口意象天橋、觀星平台、景觀步道及直徑9公尺的天文觀測圓頂、
2. 天文觀測區展示規劃暨周邊環境改善工程。
3. 天文展示館新建工程：為三層樓之建築，於2010年12月11日落成。
4. 星象館新建工程：採用目前全世界最新技術「全天域3D成像」數位星象儀，於2010年12月11日揭牌。
5. 園區景觀暨周邊服務設施工程：停車場、遊客服務中心、觀星宿舍、商品服務區及環山森林步道等工程。

前二項已經完成，並於2007年元月起正式啟用。未來全區工程興建完成後，配合專業解說人員，園區整體功能性、服務性將更為完整
。

## 台灣的業餘天文
由於台灣中央山脈中有不少十分適合天文觀測與攝影的場所，主要城市均有天文協會或學會，各自定期到高山上舉辦觀星活動，如星空饗宴、梅西爾馬拉松等。在天文攝影方面，1980年代後較為進步與突出，在美國、日本等世界性天文雜誌均留下不少台灣天文攝影家獲選登載的照片。近十年較受注目的有陳培堃、林啟生、楊德良、蔡元生、王為豪等人。蔡元生曾發現超新星SN 2006ds及兩顆SOHO彗星。
傳統的目視觀測以台北市立天文科學教育館的太陽黑子觀測最具成效，已經持續記錄了一甲子；中央氣象局天文站和交通部電信局的崙坪觀測站(已停止觀測)也曾進行相似的觀測。此外，蔡章獻於1952年1月18日發現麒麟座不規則變星（BDI8o1642，065208C），劉國樑在1968年起參與國際月掩星觀測計畫多年，並自製9寸反射鏡以提升觀測的精度與極限星等；陶蕃麟在圓山天文台時期除太陽黑子觀測外，也曾從事月掩星觀測與參加東亞天文學會的火星目視觀測，並與南政次合作翻譯火星地名 (火星地名表)。

### 天文推廣
目前台灣的天文推廣活動，官方如台北市立天文科學教育館 （页面存档备份，存于）、南瀛天文教育園區、國立台中自然科學博物館 （页面存档备份，存于）...等機構設立固定展覽主題及非固定的展覽主題之外，也針對特定天象發佈預報並舉辦各種研習活動。天文社團方面自主舉辦推廣活動也十分蓬勃，形態豐富，如街頭天文、公園天文、偏遠城鄉天文活動及天文研討會...等。中研院開放日目前也有天文遊戲 還有天文學家和民眾面對面做天文相關教育推廣.

以街頭天文及公園天文來說，比較積極舉辦的社團有：
1. 台北市天文協會 : 梅西爾馬拉松活動。 
2. 台灣親子觀星會：每個月在新北市碧潭遊樂區及高雄市的文化中心辦理觀星天文活動。親子觀星會高雄部份同好在高雄文化中心定期辦活動 ,新竹則是寶山德蘭中心有天文課程 or 關新公園 或寶2水庫辦活動,或跟其他單位合作 , 如中研院開放日或台北天文館或 台北環保局 類似如星空嘉年華 。
3. 台中市天文學會：定期在都會公園辦理天文活動。
4. 嘉義天文學會： 春分日活動。
5. 台南市天文協會：每個月在林默娘公園舉辦天文活動。
6. 高雄市天文學會 : 捷運站或凹子底公園 。
7. 屏東天文學會 :  星吶 。
8. 台東天文學會 :
此外台灣親子觀星會在台北有開些天文志工相關課程 ,讓更多有志天文推廣人士可以學習. 偏遠城鄉天文活動方面來說，以台灣親子觀星會為主，深入台灣的深山服務，到天文景觀最豐富但天文資源最匱乏的鄉鎮，分享美麗的星空。2013年和蘭陽女中合作在宜蘭做天文活動推廣, 台北市天文協會以定期的舉辦天文研討會為主，每年也會在台灣的墾丁舉辦梅西爾馬拉松。
台中市天文學會在大型活動辦理上甚為活躍，每年10~12月在合歡山翠峰辦理的星空饗宴 (Star Party) 更是台灣天文的盛事，每年均會有上千人參加。嘉義市天文協會在兩岸天文交流上很有貢獻，多次與對岸合作舉辦的日全食轉播成就斐然。
屏東活動主要 5~6 月 跟屏東縣府在貓鼻頭辦 "星吶" ，有遊戲攤位 還有觀星活動。 
南瀛天文館會6~7樂友嘉年華 。

## 台灣本島觀星地
- 北部: 基隆大武崙停車場 , 桃源仙谷
- 中部: 翠峰 , 昆陽  , 小風口
- 南部: 塔塔加 , 貓鼻頭, 龍盤公園

## 外部連結

### 機構
- 台北市立天文科學教育館 （页面存档备份，存于）
- 南瀛天文教育園區
- 國立台中自然科學博物館 （页面存档备份，存于）

### 大學附設天文台
- 台灣大學墾丁天文台 （页面存档备份，存于）
- 台灣大學溪頭鳳凰山天文台[永久]
- 中央大學鹿林天文台 （页面存档备份，存于）
- 國立成功大學天文台 （页面存档备份，存于）

### 天文觀測推廣社團
- 台北市天文協會 （页面存档备份，存于）
- 台中市天文學會
- 嘉義市天文協會 （页面存档备份，存于）
- 台南市天文協會 （页面存档备份，存于）
- 高雄市天文學會 （页面存档备份，存于）
- 台灣親子觀星會 （页面存档备份，存于）